# Tega Cay
Tega Cay és una població dels Estats Units a l'estat de Carolina del Sud. Segons el cens del 2000 tenia 4.044 habitants.

## Demografia
Segons el cens del 2000, Tega Cay tenia 4.044 habitants, 1.509 habitatges i 1.228 famílies. La densitat de població era de 629,6 habitants/km².
Dels 1.509 habitatges en un 37,6% hi vivien nens de menys de 18 anys, en un 74,6% hi vivien parelles casades, en un 5,2% dones solteres, i en un 18,6% no eren unitats familiars. En el 15% dels habitatges hi vivien persones soles el 4% de les quals corresponia a persones de 65 anys o més que vivien soles. El nombre mitjà de persones vivint en cada habitatge era de 2,68 i el nombre mitjà de persones que vivien en cada família era de 2,99.
Per edats la població es repartia de la següent manera: un 26,8% tenia menys de 18 anys, un 4,3% entre 18 i 24, un 29,1% entre 25 i 44, un 30,6% de 45 a 60 i un 9,2% 65 anys o més.
L'edat mediana era de 40 anys. Per cada 100 dones de 18 o més anys hi havia 93,8 homes.
La renda mediana per habitatge era de 80.227 $ i la renda mediana per família de 82.926 $. Els homes tenien una renda mediana de 61.745 $ mentre que les dones 35.082 $. La renda per capita de la població era de 37.275 $. Entorn de l'1,3% de les famílies i l'1,2% de la població estaven per davall del llindar de pobresa.

## Poblacions més properes
El següent diagrama mostra les poblacions més properes.